# Göppingen
Göppingen (česky Gopinky) je velké okresní město v Badensku-Württembersku, asi 40 kilometrů východně od Stuttgartu. Je to okresní město a největší město Göppingenského okresu (Landkreis Göppingen).

## Geografie
Göppingen leží v podhůří Švábské Alby (Schwäbische Alb) v údolí řeky Fils.

## Historie
První stopy po osídlení pocházejí z halštatské doby (Keltové), což je doloženo 30 mohylami v lesnaté oblasti na severu města. Pravděpodobně v polovině 2. století byl na místě Oberhofenkirche (kostel) postaven římský statek. Později v době franské dynastie Merovejců osídlil údolí řeky Fils germánský kmen Alamanů. Podle jedné z teorií je právě název města odvozen od alamanského křestního jména Geppo přidáním koncovky -ingen časté u jmen alamanských osídlení.

### Městské části
Město se skládá z centrálního obvodu a 7 přilehlých městských obvodů - Bartenbach, Bezgenriet, Faurndau, Hohenstaufen, Holzheim, Jebenhausen a Maitis.

### Okolní obce
Ottenbach, Eislingen/Fils, Süßen, Schlat, Eschenbach, Heiningen, Dürnau, Bad Boll, Zell unter Aichelberg, Hattenhofen, Uhingen, Wangen, Rechberghausen, Birenbach und Wäschenbeuren (všechna Landkreis Göppingen) a Schwäbisch Gmünd (Ostalbkreis).

## Partnerská města
- Foggia, Itálie, 1971
- Klosterneuburg, Rakousko, 1971
- Pessac, Francie, 2000
- Sonneberg, Německo, 1990